# Даєрз-Рівер (Монтсеррат)

Мапа Монтсеррату з річками острова

Даєрз Рівер (англ. Dyer's River) — річка на острові Монтсеррат (Британські заморські території). Витік розташований на висоті близько 500 метрів над рівнем моря на горі Чанкес Пік (Chances Peak). 

## Особливості
Унаслідок кількох вивержень вулкану на горі Суфрієр-Гіллз у 1997 році, нижня частина річища була наповнена магмою, а поселення на берегах річки та всі комунікації були знищені. Однак завдяки постійному притокові води з підземних джерел та дощів у верхів'ях річки — водний потік пробив собі нові шляхи, аби влитися до Белгам Рівер.
Права притока Белгам Рівер протікає через поселення (уже зниклі): Даєрз (Dyers), Стрезем (Streatham) та Фареллс Ярд (Farells Yard) і тече в центральній частині острова, а саме територією парохії Сент-Антоні.
Гірська річка, яка починається в горах і стрімко стікає до річища найдовшої річки острова. Течія річки бурхлива, яка вибиває в рельєфі численні перекати та водоспади й глибоку ущелину.